# Alfonso Carlos, Duce de San Jaime
Alfonso Carlos, Infante al Spaniei, Duce de San Jaime (n. 12 septembrie 1849, Londra, Regatul Unit al Marii Britanii și Irlandei – d. 29 septembrie 1936, Viena, Statul Federal al Austriei) a fost ultimul pretendent carlist la tronul Spaniei sub numele de Alfonso Carlos I și pretendent legitimist la tronul Franței sub numele de Carol al XII-lea.

## Biografie
Alfonso Carlos a fost al doilea fiu al Infantelui Juan al Spaniei, Conte de Montizón și al Arhiducesei Maria Beatrix de Austria-Este. După ce părinții săi s-au separat când el era mic, Alfonso Carlos și fratele său mai mare au fost crescuți la Modena sub tutela unchiului matern, Francisc al V-lea, Duce de Modena. 
La 26 aprilie 1871, la Kleinheubach în Bavaria, Alfonso Carlos s-a căsătorit cu Infanta Maria das Neves a Portugaliei, fiica regelui Miguel I al Portugaliei și a soției lui, Prințesa Adelaide de Löwenstein-Wertheim-Rosenberg. Nu au avut copii. 
În 1872 Alfonso Carlos s-a alăturat armatelor fratelui său mai mare, Carlos, Duce de Madrid, în al Treilea Război Carlist în Spania. A fost numit comandant general al armatei regale din Catalonia și s-a distins în bătălia de la Alpens în iulie 1873 și asediul de la Cuenca în iulie 1874. În ciuda acestor succese, în cele din urmă, carliștii au pierdut războiul care a durat până în februarie 1876. Maria das Neves și-a însoțit soțul în multe din campaniile lui militare din Spania.
După decesul nepotului său Jaime, Duce de Madrid la Paris la 2 octombrie 1931, Alfonso Carlos în vârstă de 82 de ani a devenit pretendent carlist la tronul Spaniei și pretendent legitimist la tronul Franței. Deoarece mulți carliști credeau că moștenitorul prezumptiv al lui Alfonso Carlos, potrivit Legii Salice, detonatul rege Alfonso al XIII-lea al Spaniei, nu deține principiile tradiționale, Alfonso Carlos l-a desemnat ca succesor al mișcării carliste pe nepotul soției sale,  Prințul Xavier de Bourbon-Parma.
Când a izbucnit Războiul Civil Spaniol, Alfonso Carlos și-a instruit susținătorii carliști să coopereze cu naționaliștii sub comanda generalului Francisco Franco. La 28 septembrie 1936, Alfonso Carlos a fost lovit de un camion militar în timp ce traversa o stradă din Viena. A murit a doua zi și a fost înmormântat la capela castelului său din Puchheim.
Alfonso Carlos a fost ultimul descedent pe linie masculină al Infantelui Carlos, Conte de Molina. Odată cu moartea sa, poziția de descendent senior pe linie masculină al regelui Carol al IV-lea al Spaniei a trecut regelui detronat Alfonso al XIII-lea al Spaniei.